# Paren' iz tajgi
Paren' iz tajgi (Парень из тайги) è un film del 1941 diretto da Ol'ga Ivanovna Preobraženskaja.